# Владари Србије 1804–1918.
У Србији у периоду од 1804. до 1945. владале су две династије Карађорђевић и Обреновић и о њима постоје сајтови и бројне странице на Википедији. На википедијиној страници „Списак српских владара“, поред имена владара на ширем балканском подручју, наведена су и имена владара ових династија.
Спискови свих сродника, илустровани и графичким приказима, у наследном пунородном директном породичном стаблу 
династије Карађорђевић и наследном пунородном директном и побочном породичном стаблу  династије Обреновић дати су овде.
Поред породичних стабала поменутих династија, дат је графички приказ хронолошког редоследа владара Србије у поменутом периоду. 

## Владари династије Карађорђевић
Списак особа и графички приказ породичног стабла директних сродника династије Карађорђевић од оснивања до данас. Родоначелник владарске династије је Ђорђе-Карађорђе Петровић. Ова династија је дала пет владара, а последњи је Петар II Карађорђевић. 
1. Петар Јован Јовановић, 1710 – 1787, село Вишевац, супруга Марица Петар (Живковић), ? – 1811.
2. Ђорђе-Карађорђе Петар Петровић, 1768 – 1817, родоначелник династије Карађорђевић, врховни вожд српског народа, 1804 – 1813; супруга Јелена, 1765 – 1842, ћерка обор-кнеза Николе Јовановића и мајке Босиљке.
3. Александар, 1806 – 1885, кнез Србије, 1842 – 1858; супруга Персида (Ненадовић), 1813 – 1873, кнегиња.
4. Петар I Ослободилац, 1884 – 1921, краљ Србије, 1903 – 1918, краљ Срба, Хрвата и Словенаца, 1918 – 1921; супруга Зорка, 1864 – 1890, краљица, ћерка Николе I Петровића краља Црне горе.
5. Александар I, 1888 – 1934, краљ Срба, Хрвата и Словенаца, 1921 – 1929, краљ Југославије, 1929 – 1934; супруга Марија, 1900 – 1961, ћерка румунског краља Фердинанда Хоенцолерна и унука енглеске краљице Викторије, краљица.

## Владари династије Обреновић
У првом браку Вишња Обреновић са Теодором има три сина Милоша, Јована и Јеврема, а у другом браку са Обреном има два сина Јакова и Милана и ћерку Стану. Списак особа породичног стабла директних сродника и директних побочних сродника династије Обреновић дат је за два брата Милоша и Јеврема. Део породичног стабла Милошевог трећег брата Јована није имао владара Србије и зато је овде изостављен. Родоначелник владарске династије је Милош Теодоровић Обреновић. Ова династија је дала пет владара, а последњи је Александар Обреновић. 
1. Теодор Михаиловић, ? – 1802, Горња Добриња, супруга Вишња Обреновић (Урошевић или Гојковић) [3], Доња Трепча, 1730 – 1817, Обрен Мартиновић, 1735 – 1777, Брусница, други супруг Вишње. 
  1. Милош Теодоровић Обреновић, 1780 – 1860, родоначелник династије Обреновић, обор-кнез Србије, 1813 – 1815, велики вожд Србије, 1815 – 1817, кнез Србије, 1817 - 1839. и 1858 – 1860; супруга Љубица (Вукомановић),1788 – 1843, кнегиња.
    1. Милан Милош Обреновић, 1819 – 1839, кнез Србије, 1839.
    2. Михаило Милош Обреновић, 1823 – 1868, кнез Србије, 1839 – 1842. и 1860 – 1868; супруга Јулија (Хуњади), грофица, 1813 – 1919, кнегиња, са ванбрачном женом Маријом (Бергхаус) имао сина Велимира Тодоровића, 1849 – 1898.

  2. Јеврем Теодоровић Обреновић, 1790 – 1856, обор-кнез шабачке нахије; супруга Томанија (Богићевић), 1796 – 1881, кнегиња. 
    1. Милош Јеврем Обреновић,1829 - 1861, супруга Елена Марија (Катарџи), 1831 – 1879.
      1. Томанија Обреновић, 1852, умрла у детињству.
      2. Милан Милош Обреновић, 1854 – 1901, кнез Србије, 1872 – 1882, краљ Србије, 1882 – 1889; супруга Наталија (Кешко), 1859 – 1941, кнегиња.
        1. Александар Милан Обреновић, 1876 – 1903, краљ Србије, 1893 – 1903; супруга Драга (Луњевица), 1867 – 1903, краљица.
        2. Сергеј Милан Обреновић, 1878, умро у детињству.

## Владари намесници
У више наврата престо владара наслеђивала су малолетна лица и до њиховог пунолетства Србијом је владало трочлано намесништво. То се догодило два пута за време династије Обреновић и једанпут за време династије Карађорђевић. 
1. Миливоје Петровић, 1824 – 1873, Јован Ристић, 1831 – 1899, Јован Гавриловић, 1796 – 1877, намесници кнеза и краља Србије Милана Обреновића, 1868 – 1872.
2. Јован Ристић, 1831 – 1899, Коста Протић, 1831 – 1892, Јован Белимарковић, 1829 – 1906, намесници краља Србије Александра Обреновића, 1889 – 1893.